# Mabe
Mabe (legalmente, Controladora Mabe, S.A. de C.V.) es una empresa multinacional mexicana que diseña, produce y distribuye electrodomésticos a más de 70 países en todo el mundo con sede en la alcaldía Miguel Hidalgo, en la Ciudad de México, México. La compañía se fundó en esa ciudad en 1946.

## Historia
Fue fundada por Egon Mabardi y Francisco Berrondo, el nombre de Mabe proviene de las dos primeras letras de los apellidos de los fundadores Mabardi y Berrondo.
En un comienzo, Mabe se dedicó a la creación de gabinetes y muebles de empotrar para cocina. En la década del 50 comenzó a manufacturar productos de línea blanca como cocinas a      gas y refrigeradores. Su rápido crecimiento permitió que Mabe se convirtiera en el mayor exportador de electrodomésticos en México en 1960.
En 1987 realizó una alianza estratégica con General Electric con el propósito de elaborar electrodomésticos para el mercado estadounidense. Como parte de un esfuerzo para alejarse del control de las operaciones mexicanas de los Estados Unidos, GE decidió entrar en la alianza con un 48% de las acciones.
Con esta operación General Electric esperaba poder acceder a la mano de obra barata que existía en México. Por su parte, Mabe recibió gran acceso al mayor mercado de consumo a través de las redes de distribución de GE en Estados Unidos.
Para la década de los 90 más de dos tercios de las cocinas a gas y refrigeradores que se vendían en Estados Unidos eran diseñados y manufacturados por Mabe en México. Además el 95% de los que se vendían bajo la marca de General Electric eran producidos en la fábrica de Mabe en San Luis Potosí; la mayor planta fabricadora de cocinas en el mundo. Como resultado de esto, Mabe se convirtió en la marca líder de electrodomésticos en México, superando a la marca Acros Whirlpool de Vitro, con el 50% de la cuota de mercado nacional.
A medida que la compañía seguía creciendo, la producción y las exportaciones se mantenían concentradas en América Latina. A mediado de los 90, Mabe era una de los líderes en la manufactura de productos de línea blanca en el mundo, con un crecimiento anual de entre el 15 y el 20 por ciento. En México, Mabe prácticamente dominaba el mercado, mientras que en América Latina dominaba el 70% de la cuota de mercado.
El grupo Mabe también generó otras alianzas y creó nuevas empresas conjuntas con fabricantes regionales. El sólido aumento en los niveles de venta en América Latina casi eliminó la crisis económica que sufrió México en 1994.[cita requerida]
La situación de Mabe se vio favorecida con el TLCAN, ya que gracias a este tratado pudo adquirir la empresa canadiense Camco. En 2009 Mabe recibió asistencia del gobierno Mexicano.

## Principal producto
En América Latina, Mabe tuvo el derecho de distribuir sus productos bajo una variedad de marcas conocidas, tales como GE y una serie de marcas regionales. Estas marcas regionales estaban altamente consideradas en sus países de origen.
Actualmente Mabe produce 20 millones de unidades al año; lo que se traduce en USD$4.000 millones en ventas.

## Mabe Colombia
En 1995 Mabe se instala en Colombia en la ciudad de Manizales donde produce y comercializa electrodomésticos bajo las marcas GE, Mabe y Centrales. Con ventas anuales de más de 160 millones de dólares. Siendo la segunda marca con más ventas en línea blanca detrás de Haceb.

## Mabe Chile
Mabe llegó a Chile en agosto del año 2008; puesto que era el único país donde no lideraba las ventas de línea blanca. Actualmente tienen un 8% (aprox.) de participación en el mercado chileno; pero esperan que para el final del 2010 esta cifra alcance los dos dígitos.

## Adquisición de Atlas Eléctrica
Atlas se dedicaba a la fabricación y distribución de refrigeradoras, congeladores, cocinas y plantillas eléctricas y de gas. Fue fundada en 1961. Era de capital abierto y cotizaba en la BNV desde la fundación de ésta en 1976. Líder de mercado, pionera en muchos aspectos, llevaba la delantera en temas como RSE y Gobierno Corporativo.
En el 2006 fue llamada a formar parte en El Círculo de Empresas de la Mesa Redonda latinoamericana sobre Gobierno Corporativo. A pesar de sus importantes logros, el precio de la acción de Atlas no mostraba la realidad de la empresa.
Para repuntar el precio de la acción el gerente financiero podía recomprar las acciones de la compañía o bien participar en el plan piloto de creadores de mercado. Dada la experiencia que tuvo otra empresa al tratar de recomprar sus acciones, se decidió mejor participar en el plan piloto de la BNV lo que provocó repuntes importantes en el precio de mercado de la acción.
La empresa mexicana Mabeca, subsidiaria de Mabe, ofreció $72 millones para adquirir la totalidad de las acciones de la compañía costarricense de electrodomésticos Atlas Eléctrica.
El día martes 9 de octubre de 2007 a través de un hecho relevante de la Superintendencia de Valores, Atlas anunció que suscribió un contrato preparatorio que permite a la empresa mexicana presentar una oferta pública de adquisición.
El documento, con fecha del 5 de octubre de 2007, establece un precio de $0,14983 por acción común y el valor facial más dividendos acumulados y no pagados a la fecha de liquidación para las acciones preferentes.
Diego Artiñano, gerente general de Atlas, dijo que la asamblea de socios analizará la propuesta el 30 de octubre.
Agregó que en caso de ser aceptada, el proceso de compra concluiría antes de finalizar el presente año.
La compañía, ubicada en Heredia, produce cocinas, refrigeradoras, sistemas de aire acondicionado y hornos de microondas bajo sus marcas Atlas y Cetron.
La intención de Mabeca es ampliar su cartera de productos y su presencia en la región.
«Estamos muy entusiasmados de poder incrementar nuestra presencia en Centroamérica. Atlas es uno de los jugadores más importantes de línea blanca en la región, con una sólida trayectoria», comentó Luis Berrondo, presidente de Mabe.
Sobre el cambio en ciernes, Artiñano señaló que es positivo para ambas compañías.
Enfatizó en que Atlas, para seguir su camino de desarrollo, requiere de nuevos horizontes, nuevas inversiones y tecnología.
«Nuestro éxito es una de las razones por las cuales Mabe se ha interesado y se considera que esta transacción se puede construir sobre las fortalezas de ambas organizaciones para beneficio de todas las partes», afirmó Artiñano.
Trabajadores. tenía 1.350 empleados en el país, quienes seguían laborando para la empresa tras el cambio que se dio, según el gerente.
Artiñano indicó que la adquisición no afectará las operaciones de la compañía.
«Continuaremos sin alteración y, por lo tanto, las relaciones laborales con este grupo humano no cambian de forma alguna», aseguró.
Mabe, por su parte, tiene 15 plantas de manufactura en Latinoamérica en las cuales emplea a 23.000 personas.
La empresa mexicana tiene un convenio con General Electric que le permite exportar refrigeradores, cocinas y secadoras de ropa a Estados Unidos.
Fabricaba 15 millones de unidades al año, con ventas de unos $4.000 millones.
En diciembre del 2015 anunció el cese de operaciones en Costa Rica, el cual finalizó el 31 de enero de 2016, dejando sin empleo a más de 1000 personas, argumentando la imposibilidad de fabricar refrigeradores de bajo consumo en el país, trasladando el equipo a Colombia.

### Línea Blanca
Atlas era el principal productor y comercializador de cocinas y refrigeradores de Costa Rica. Además, tiene presencia en Centroamérica y República Dominicana.
Marcas: La empresa, que estaba ubicada en Heredia, manufacturaba refrigeradoras, cocinas, hornos de microondas y sistemas de aire acondicionado.
Mabe. Es una compañía de origen mexicano, con 15 plantas de manufactura y con operaciones comerciales en todos los países del continente.
Planilla. Tiene 23.000 colaboradores en la región.
Producción y ventas. Actualmente la empresa fábrica más de 15 millones de unidades de electrodomésticos al año, las cuales le generan ventas cercanas a los $ 4.000 millones. A través de su relación con General Electric, exporta a los Estados Unidos.